# Dysauxes punctata
Dysauxes punctata är en fjärilsart som beskrevs av Fabricius 1781. Dysauxes punctata ingår i släktet Dysauxes och familjen björnspinnare. Inga underarter finns listade i Catalogue of Life.